# Weinberghaus (Görlitz)
Das Weinberghaus ist ein Holzgebäude im Schweizer Stil am Hang des Weinbergs in der Görlitzer Südstadt. Das Weinberghaus wurde bis Mitte der 1980er Jahre als Ausflugsgaststätte genutzt und ist seitdem geschlossen. Direkt neben dem Haus steht der Weinbergturm – ein Aussichtsturm ebenfalls in Holzbauweise. Von dem obersten der zwei Umgänge bietet sich der Blick von den Neißeauen im Osten über die Weinlache, das Volksbadgelände, den Stadtteil Weinhübel und den Berzdorfer See im Süden bis zur Landeskrone im Westen. Das Gebäudeensemble steht auf dem Grundstück An der Landskronbrauerei 902 am südlichen Ende der Straße.

## Geschichte
Der heutige Weinbergturm wurde 1885 von der Ortsgruppe Görlitz des Riesengebirgsvereins auf dem Ausstellungsgelände der Gewerbe- und Industrieausstellung auf dem heutigen Lutherplatz errichtet. Er stand bereits auf dem Ausstellungsgelände in Nachbarschaft eines Restaurants neben dem Drachenfelsen, dem heutigen Standort der Lutherkirche. Der Turm gehörte zum Restaurant und der untere Umgang war durch einen überdachten Übergang mit dem Restaurant verbunden. Bis in den ersten Umgang fuhr ein Lift.
Die Ortsgruppe Görlitz schenkte den Turm nach Ende der Ausstellung der Stadt, die ihn 1887 auf dem Weinberggelände aufstellen ließ. Das Weinberghaus hingegen entstand zwischen 1889 und 1890 am noch unbewaldeten Hang. Bereits zwei Jahre zuvor entstand westlich des Weinberghauses eine Fußgängerbrücke über den Einschnitt im Weinberg. Die Brücke existierte bis Anfang der 1980er Jahre. Sie wurde durch eine Einheit der Löbauer Offiziershochschule gesprengt. Heute künden nur noch vier Pfeiler von der Brücke.

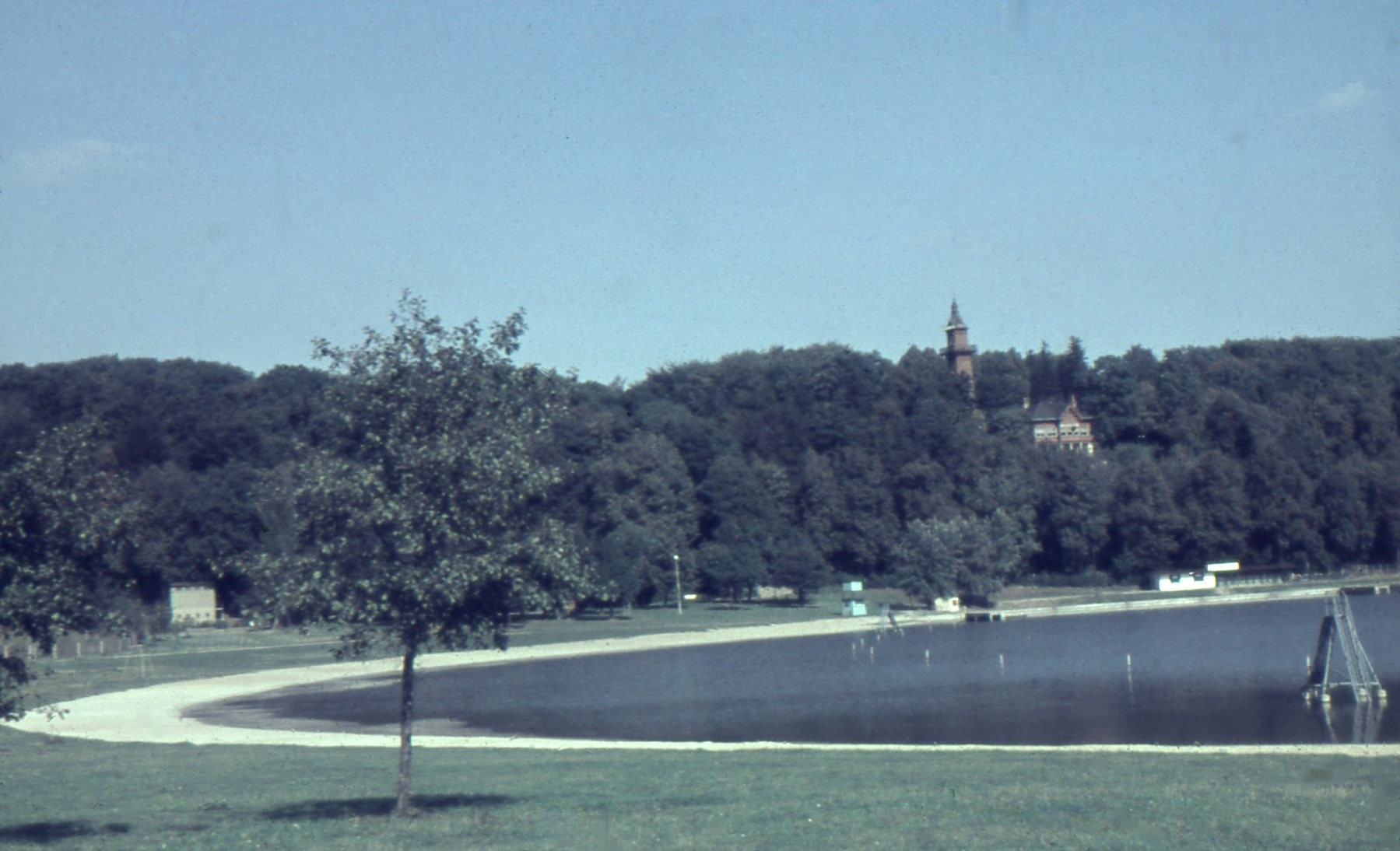
Blick über das Volksbadgelände auf das Weinberghaus und den -turm um 1970

Die Gaststätte musste 1988 wegen Schädlingsbefall der Holzteile geschlossen werden. Der Turm wurde bereits 1970 für Besucher gesperrt. Das Gasthaus steht seit dieser Zeit leer. Im Jahr 2005 erwarb der Bremer Immobilienmakler Philipp Metz Haus und Turm. Es begannen auch erste Sanierungsarbeiten am Haus. Der Turm wurde bereits 1990 restauriert. Im Jahr 2006 schloss der Verein in vino sanitas einen Pachtvertrag mit dem Eigentümer für den Turm. Dank verschiedener Geldgeber konnte die Holzkonstruktion gesichert und teilweise erneuert werden. Die Holztreppe im Innern musste lediglich repariert werden. Die Umgänge, die Außenverschalung und die Zinkblechbedeckung des Daches waren aufwendig instand zu setzen. Dem Verein standen für die Sanierung knapp 80.000 Euro Fördermittel aus dem EFRE-Programm zur Verfügung. Bei der Instandsetzung halfen auch Ein-Euro-Jobber der Agentur für Arbeit.

## Bauwerk

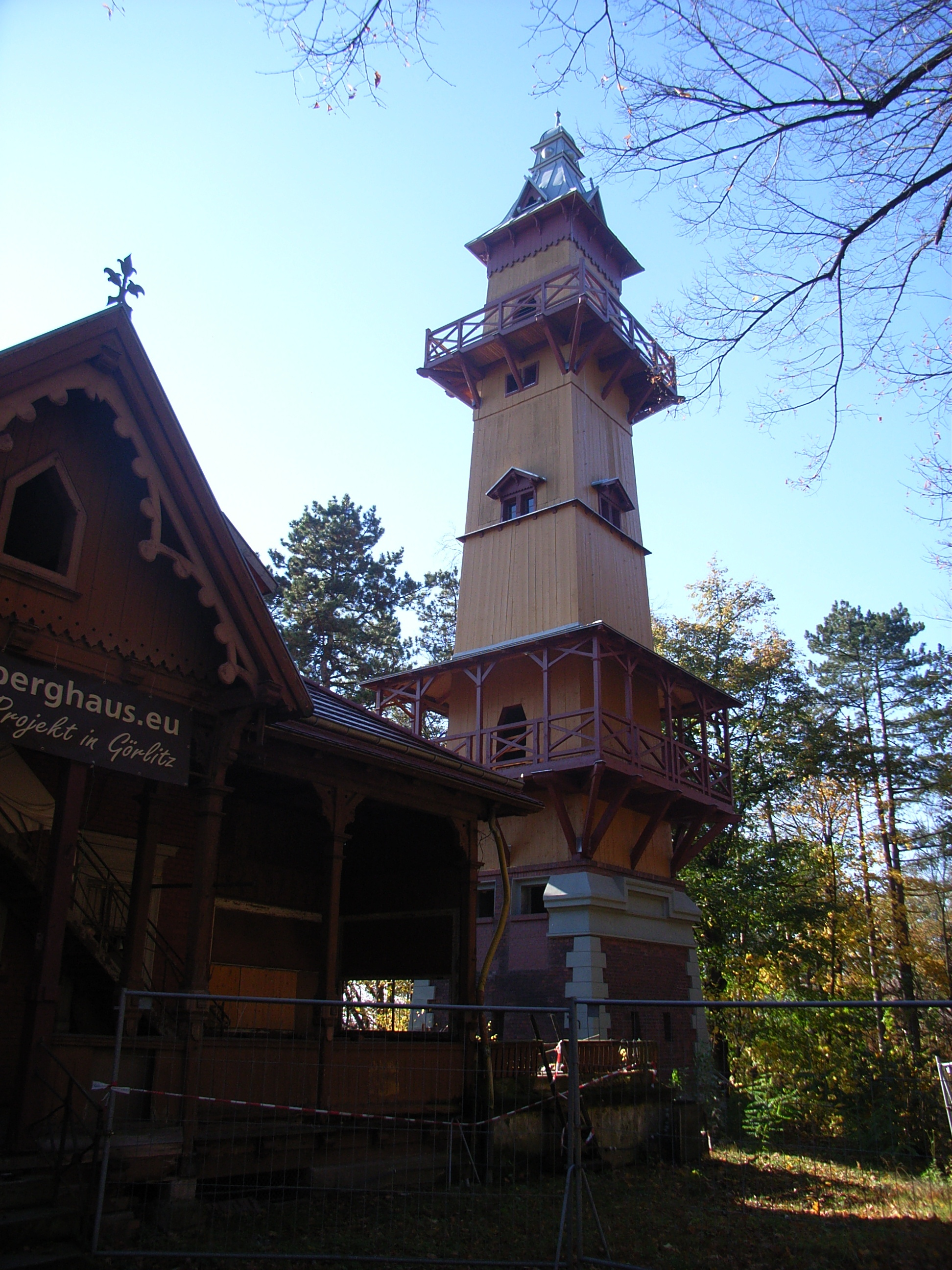
Sanierter Weinbergturm

Das Weinberghaus entstand auf quadratischem Grundriss. Das weitgehend aus Holz errichtete Haus im Schweizer Stil hatte einst einen überdachten Rundgang. Teile des Rundgangs wurden später als umbaute Veranda in das Gasthaus integriert. Die Veranda stützt sich auf der Hangseite mit mehreren Pfeilern ab.
Die geschnitzten Verzierungen im Dachbereich sind zurückhaltend gestaltet. Die Hausfassade wird auf jeder der vier Seiten durch einen Mittelrisalit gegliedert. An diesen Stellen befinden sich am geköpften Zeltdach die Ziergiebel. Das Dach wurde 2004 saniert. Die historische Inneneinrichtung ist nicht mehr erhalten.
Der benachbarte hölzerne Aussichtsturm ruht auf einem massiven Unterbau. Über der gemauerten Basis des Turms umschließt bereits der erste Umgang in acht Metern Höhe den Turm. Der zweite, höhere Umgang befindet sich in 20 Metern. Zur oberen Aussichtsplattform hinauf führen 103 Stufen mit mehreren Zwischenetagen. Insgesamt ist der Turm 33 Meter hoch. Die Konstruktion des Turmes besteht aus einer Fachwerkschwelle, vier Ecksäulen, Windstreben, Bockgerüsten sowie verstrebenden Andreaskreuzen. Auf halber Höhe war zur Zeit der Ausstellung eine Uhr mit Schutzdach angebracht.